# Alar Karis
Alar Karis (Tartu, 26 de março de 1958) é um político e biólogo estoniano e atual presidente de seu país, desde 11 de outubro de 2021. Entre 2008 e 2021, foi diretor do Museu Nacional da Estónia.

## Biografia
Karis é filho do botânico Harris Karis. Ele formou-se na Academia Agrícola da Estônia, em 1981; foi reitor da Universidade de Tartu, entre 2007 e 2012, onde se tornou professor, em 1999. Também foi reitor da Universidade de Ciências da Vida da Estônia, entre 2003 e 2007; foi Auditor Geral da Estônia, entre 2013 e 2018; e diretor do Museu Nacional da Estônia, entre 2018 e 2021.
Em agosto de 2021, foi indicado pelo presidente do Riigikogu (Parlamento estoniano), Jüri Ratas para uma possível nomeação ao cargo de presidente da Estônia nas próximas eleições de outono. Ele aceitou a nomeação e sua candidatura foi posteriormente endossada por ambos os partidos da coalizão, o Partido da Reforma e o Partido do Centro.
Em 31 de agosto de 2021, Karis foi eleito presidente da Estônia com 72% dos votos. Ele sucedeu Kersti Kaljulaid; assumiu o cargo em 11 de outubro de 2021.

### Vida pessoal
Alar Karis é fluente em inglês e russo e é casado com Sirje Karis, desde 1977, com quem tem 3 filhos e 5 netos.